# Leschenaultia bicolor
Leschenaultia bicolor là một loài ruồi trong họ Tachinidae.